# Hard out Here
Singles de Lily Allen
Somewhere Only We Know
(2013) Air Balloon
(2014)
Hard Out Here est une chanson sortie en 2013, enregistrée et écrite par la chanteuse britannique Lily Allen, issue de son troisième album à paraître. Le titre a été publié le 17 novembre 2013 en tant que premier single extrait de l'album et est la première chanson originale d'Allen enregistrée depuis 2009. Allen a écrit la chanson en collaboration avec Greg Kurstin, dont la production a été exécutée par ce dernier. Hard Out Here est d’un style très diversifié, abordant un genre pop, électronique et dance avec des paroles tournant autour des « pressions de l'image corporelle et de la misogynie dans l'industrie du divertissement ».
Les réponses des critiques pour Hard Out Here ont généralement été favorables, beaucoup d'entre elles ont fait l'éloge de son contenu lyrique et de la prise de position d'Allen sur l'industrie, comme Rolling Stone qui a décrit le single comme « un excellent hymne féministe ». Selon Atlantic Wire, le titre est une « référence à peine voilée » à celui de la chanson récompensée aux Oscars des Three 6 Mafia, It's Hard out Here for a Pimp. Le morceau s'est positionné dans les tops 10 neo-zélandais et irlandais.
Afin de promouvoir la chanson, Allen a interprété celle-ci en direct dans la nacelle YoYos du London Eye le 14 novembre 2013. Le clip du morceau, qui a été réalisé par Christopher Sweeney, a été dévoilé sur le site-web de la chanteuse à 18:00 (heure française) le 12 novembre 2013, par des fans qui l'ont débloqué en répondant à une série de questions. Allen a, par la suite, demandé aux fans de réagir grâce au mot-dièse « #HOH » sur différents réseaux sociaux. Le clip montre principalement Allen subissant une liposuccion et faisant du twerk. Il a été accueilli d'une façon positive par un certain nombre des critiques mais a rencontré une polémique pour l'utilisation de danseuses noires, action critiquée comme étant raciste.

## Développement

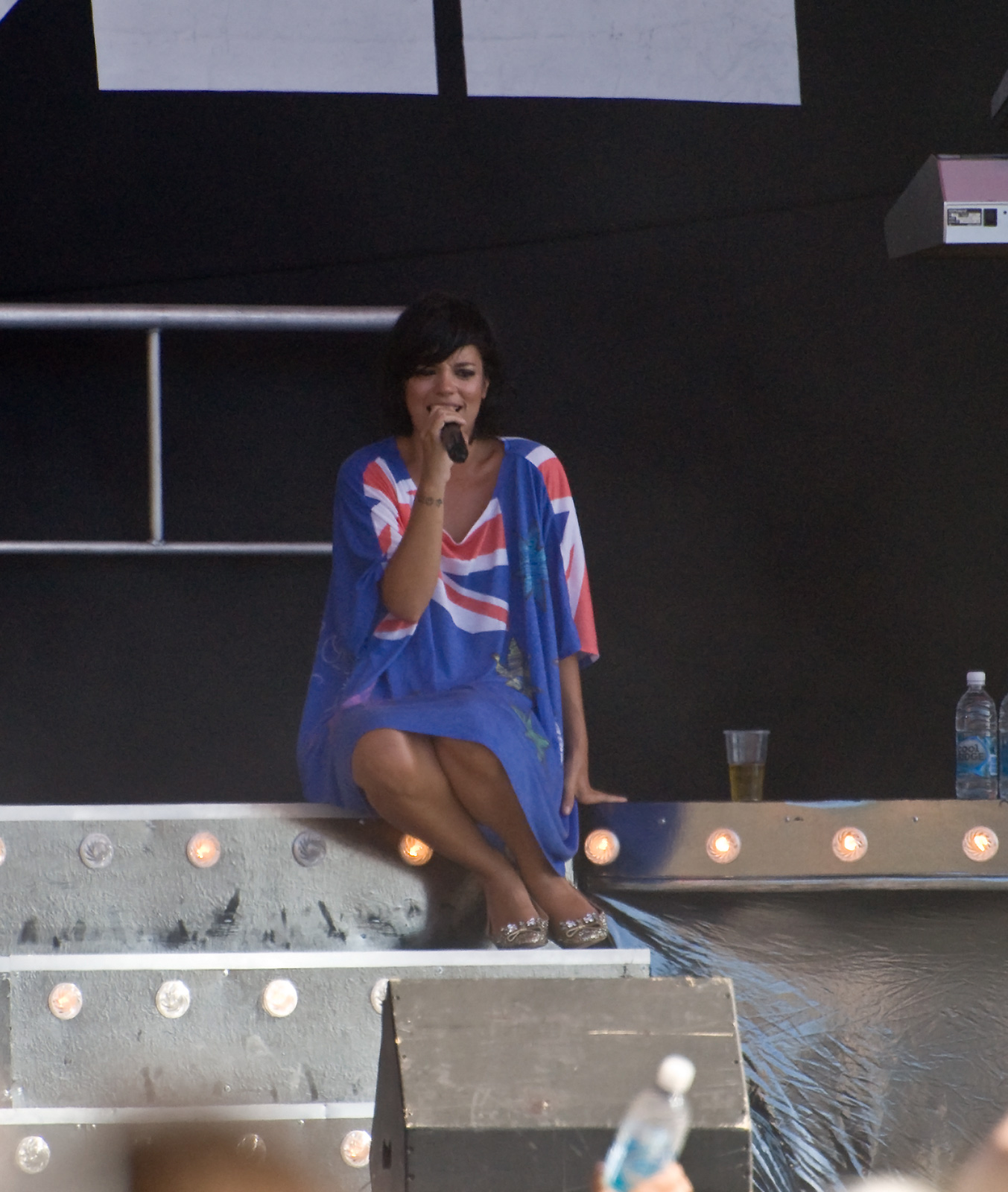
Allen à Melbourne en 2010.

Allen publia son second album, It's Not Me, It's You, qui a vu un changement de genre de la part de l'artiste, ayant plus une influence synthpop vis-à-vis du premier qui était plus influencé par la musique ska et reggae. L'album a débuté à la première place du UK Albums Chart et de l'Australian ARIA Charts et a été bien accueilli par la critique, notant l'évolution et la maturité musicale de la chanteuse. Celui-ci a notamment engendré les tubes The Fear et Fuck You, plutôt populaires en Europe.
En 2009, Allen a annoncé qu'elle allait prendre une pause quant à ses activités musicales. Lors de l'année 2010, Allen a ouvert un magasin de location de mode, Lucy in Disguise, avec sa sœur Sarah,, suivi par le lancement en 2011 de son propre label. Le 20 juin 2012, Allen a tweeté qu'elle était en studio en train de travailler avec Greg Kurstin sur un nouveau projet,. Elle a, par la suite, changé son nom d'artiste de Lily Allen à Lily Rose Cooper. En 2013, Allen a révélé qu'elle avait commencé à travailler sur son troisième album studio. En août 2013, elle a changé une nouvelle fois son nom d'artiste pour un retour vers Lily Allen et a tweeté que de la nouvelle musique arriverait « bientôt ».

## Composition et interprétation lyrique
Hard Out Here a été écrite par Allen et Greg Kurstin, qui l'a aussi produite. D'une durée de trois minutes et trente-et-une secondes, Hard Out Here est, musicalement, une chanson de genre synthpop. Lyriquement, elle parle des « pressions de l'image corporelle et de la misogynie dans l'industrie du divertissement ». Les vers de la chanson introduisent son concept : « Tu devrais certainement perdre un peu de poids, car on ne peut pas voir tes os / Tu devrais peut-être aussi arranger ton visage, où tu finiras toute seule ». Le message global de la chanson, de même que plusieurs lignes des paroles, ont été interprétés comme une réponse à Blurred Lines de Robin Thicke, ainsi qu'à la performance de Thicke et Miley Cyrus lors de la cérémonie des MTV Video Music Awards 2013, qui a été fortement critiquée.

## Réception critique et commerciale
Rolling Stone a fait l'éloge de la chanson, la qualifiant comme « un excellent hymne féministe » et a salué les sujets qu'Allen aborde, notamment le « fatigant jeu de rôles des genres dans la société et les attentes à doubles standards concernant le sexe et l'apparence pour les hommes et les femmes ».
Lewis Corner du blog de Digital Spy a rédigé une critique positive sur le titre, déclarant :

« Ce n'était seulement qu'une question de jours afin de s'habituer au retour de Lily Allen dans l'industrie musicale, avec sa délicate reprise de Somewhere Only We Know de Keane, avant que cette dernière ne saute vers l'autre extrémité du spectre. Naturellement, nous ne nous y attendions pas moins et son bon retour correspond davantage avec la Lily que nous connaissions et aimions. Déjà ambassadrice d'une critique sociale, elle n'allait pas laisser l'année 2013 se terminer sans avoir son mot à dire sur l'objectivation actuelle des femmes dans le monde de la pop - cela incluant les moqueries sur le twerk.
« Tu devrais certainement perdre un peu de poids, car on ne peut pas voir tes os / Tu devrais peut-être aussi arranger ton visage, où tu finiras toute seule », Lily se réfère à bon nombre d'artistes pop tout en restant désinvolte, aussi par l'utilisation ironique du logiciel Auto-Tune et par la répétition excessive du mot « bitch » qui, à son tour, résulte à l'un des gimmicks les plus accrocheur de cette année. Mais ne prenez pas les conseils de Lily à leur valeur nominale. Elle rassure en disant « Et si tu ne vois pas le sarcasme, tu as tout simplement mal compris », avant de se lancer dans une autre folie robotique très « bitch ». C'est loufoque, c'est satirique et c'est addictif, mais plus important encore, c'est un retour réussi de Lily Allen . »

Le jour de sa sortie, Hard Out Here s'est positionné à la 8e place du classement des téléchargements légaux de l'iTunes Store anglais, grimpant peu après à la septième.

## Clip vidéo
Le clip a été réalisé par Christopher Sweeney. Celui-ci commence par un plan de la chanteuse, allongé sur une table d'opération, subissant une liposuccion tout en portant du maquillage et en étant consciente. Son manager, qui est présent à son chevet, lance alors « Letterman a dit non [pour participer à une émission] ». Il enchaîne ensuite en se demandant « Jésus, comment a-t-elle pu se laisser aller comme ça ? ». Elle se défend en disant « Hum, j'ai eu deux bébés » (référence à la naissance de ses filles en 2011 et 2013), mais lui et un médecin présent l'ignore et continuent de parler comme si elle n'était pas là. Allen commence alors à chanter puis saute hors de la table d'opération, puis enlève sa blouse d'hôpital et commence une chorégraphie synchronisée avec six danseuses légèrement vêtues. Le manager de l'artiste apparaît pendant cette scène et leur montre qu'elles doivent faire plus de twerk. La scène coupe pour un plan de Lily en face d'un évier de cuisine, frottant une jante chromé comme s'il s'agissait d'un plat. Le clip fait aussi référence à celui de Blurred Lines, notamment avec les ballons formant la phrase « LILY ALLEN HAS A BAGGY PUSSY », en français « Lily Allen a une grosse chatte ».
L’utilisation dans le clip de danseuses noires a été critiquée pour motif de racisme. Allen a répondu à cela avec un long message appelé Privilege, Superiority and Misconceptions, dans lequel elle a refusé de s'excuser car elle pense que cela impliquerait le fait qu'elle serait coupable de quelque chose. Elle déclare : « Si je pouvais danser comme ces demoiselles le font, ça aurait été mon cul sur vos écrans, j'ai effectivement répété pendant deux semaines quant à essayer de perfectionner mon twerk, mais ça a lamentablement échoué. Si j'étais un peu plus courageuse, j'aurais aussi porté un bikini, mais je ne l'ai pas fait et j'ai de la cellulite chronique, donc personne n'aurait voulu le voir ». Elle a ensuite donné les comptes Twitter des danseuses, en ajoutant « demandez-leur par vous-mêmes ».
Le clip a reçu des commentaires positifs sur Twitter de la part de célébrités comme Adele, Ellie Goulding, Tinie Tempah, Rebecca Ferguson, Professor Green, Foxes, Caitlin Moran, Lena Dunham, Lauren Laverne, Example, Piers Morgan, Kesha, Jake Shears, Mark Ronson, Perez Hilton et P!nk. Quatre jours après avoir été publié, le clip a été vu plus de 4 millions de fois sur YouTube.

## Interprétations en direct
Le 14 novembre 2013, Allen a exécuté sa première performance en direct de Hard Out Here dans la nacelle « YoYos » lors de l'événement musical organisé par Red Bull Revolutions dans le London Eye.

## Pistes et formats
La version single de Hard out Here contient une seule piste d'une durée de trois minutes et de trente-et-une secondes.
| 1. | Hard Out Here | 3:31 |

## Classements
| Classement (2013)                    | Meilleure position |
| ------------------------------------ | ------------------ |
| Irlande (IRMA)                       | 21                 |
| Nouvelle-Zélande (NZ Top 40 Singles) | 30                 |

## Historique de sortie
| Pays        | Date             | Format                   | Label      |
| ----------- | ---------------- | ------------------------ | ---------- |
| Australie   | 17 novembre 2013 | Téléchargement numérique | Parlophone |
| France      | 17 novembre 2013 | Téléchargement numérique | Parlophone |
| Pays-Bas    | 17 novembre 2013 | Téléchargement numérique | Parlophone |
| Portugal    | 17 novembre 2013 | Téléchargement numérique | Parlophone |
| Royaume-Uni | 17 novembre 2013 | Téléchargement numérique | Parlophone |